# Фрідріх Ґоттлоб Гайне
Фрідріх Ґоттлоб Гайне (нім. Friedrich Gottlob Hayne, 18 березня 1763 — 28 квітня 1832) — німецький ботанік, фармацевт, магістр філософії, доктор філософських наук, професор.

## Біографія
Фрідріх Ґоттлоб Гайне народився у місті Ютербог 18 березня 1763 року.
З 1778 до 1796 року Ґайне був фармацевтом у Берліні. З 1797 року він он виконував для фабричного департаменту прусського уряду «ботанічно-технічні замовлення». Гайне був магістром філософії у Берлінському університеті імені Гумбольдтів.
Фрідріх Ґоттлоб Гайне помер у Берліні 28 квітня 183 року.

## Наукова діяльність
Фрідріх Ґоттлоб гайне спеціалізувався на насіннєвих рослинах.

## Наукові праці
- Botanisches Bilderbuch für die Jugend und Freunde der Pflanzenkunde (5 Bde), 1798–1819 (mit Friedrich Dreves)[4].
- Termini botanici iconibus illustrati, oder botanische Kunstsprache (2 Bde), 1799–1817[4].
- Getreue Darstellung und Beschreibung der in der Arzneykunde gebräuchlichen Gewächse wie auch solcher, welche mit ihnen verwechselt werden können (11 Bde), 1802–1831[4].
- Getreue Darstellung und Beschreibung der in der Technologie gebräuchlichen Gewächse, 1809[4].
- Dendrologische Flora oder Beschreibung der in Deutchland im Freien ausdauernden Holzgewächse, ein Hdb. für Kameralisten, Forstmänner, Gartenbesitzer, Landwirthe …, 1822[4].